# Eisenzeithaus Darpvenne

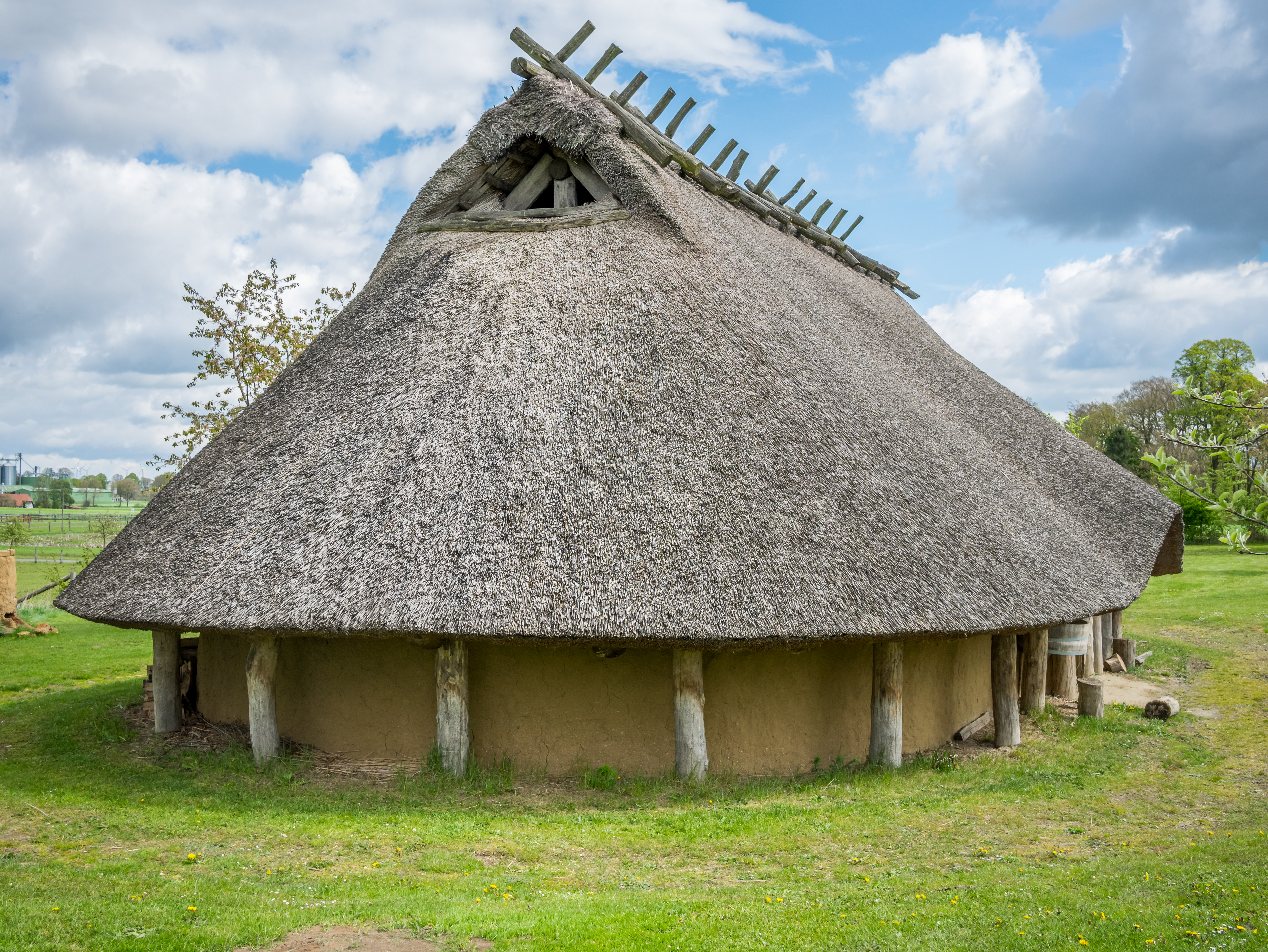
Eisenzeithaus Darpvenne

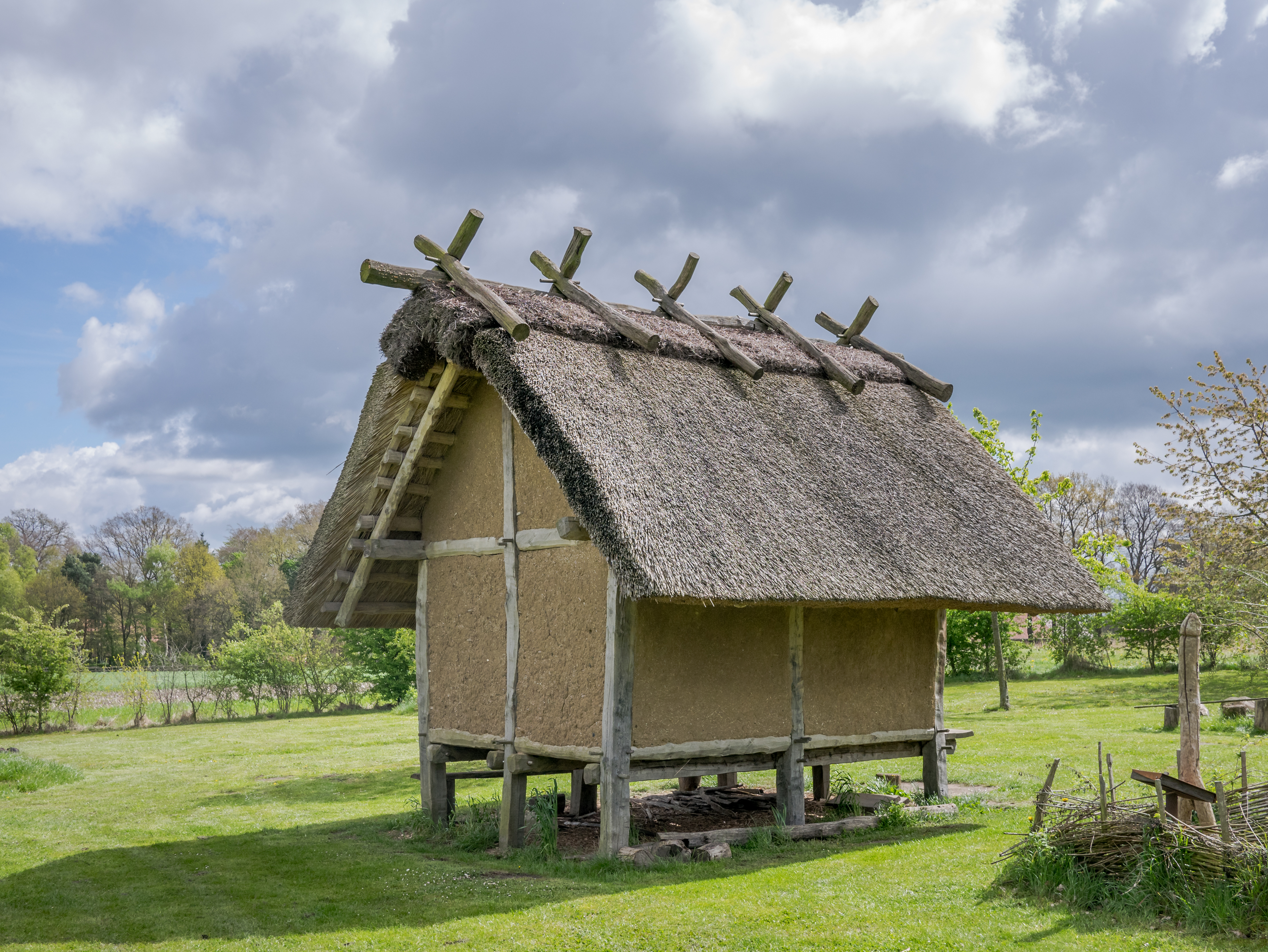
Speicher beim Eisenzeithaus

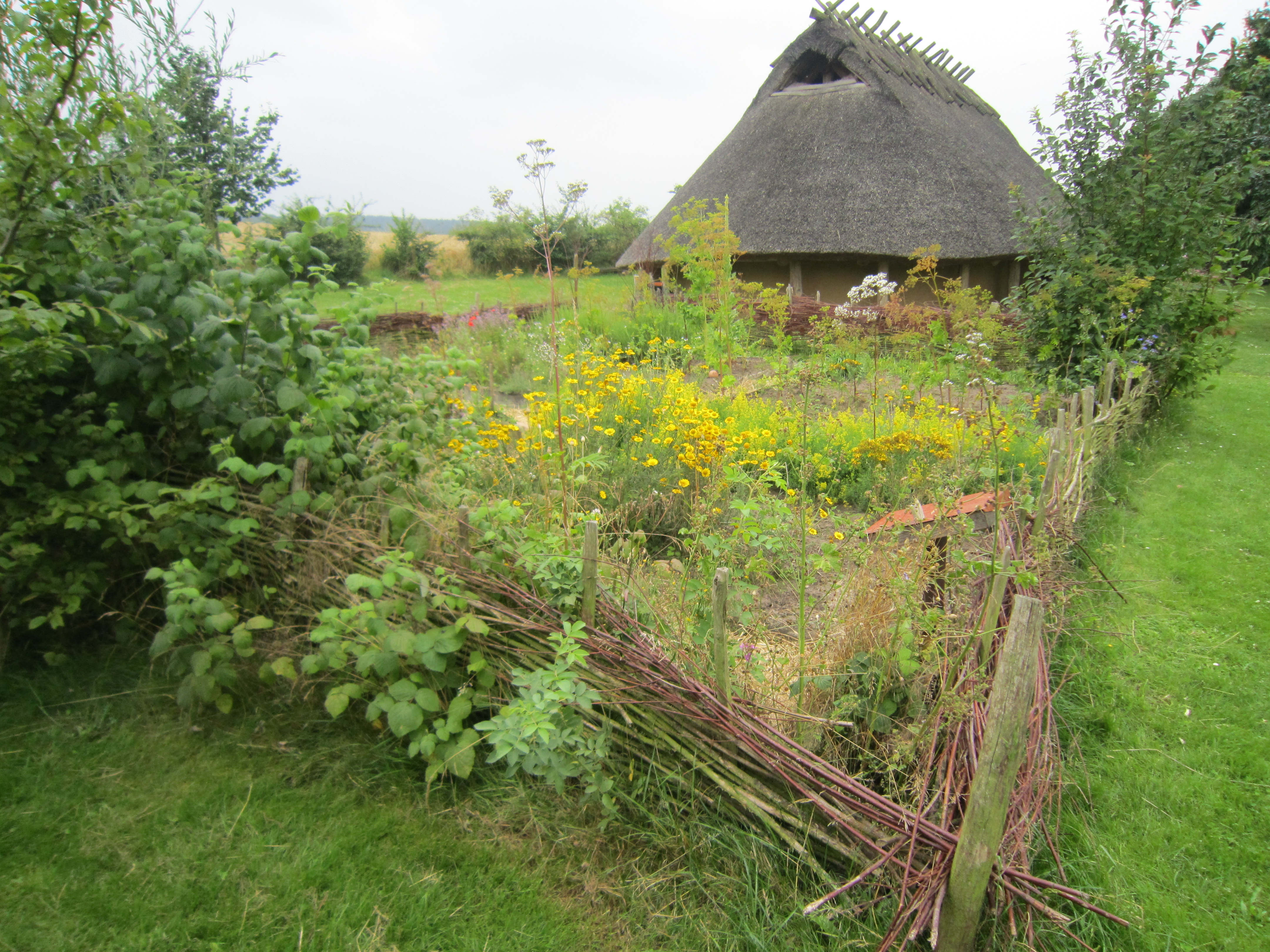
Garten vor dem Eisenzeithaus

Eisenzeithaus Darpvenne wird ein Wohnstallhaus aus der Eisenzeit genannt, das in der niedersächsischen Gemeinde Ostercappeln 2008 nach archäologischen Befunden aus der vorrömischen Eisenzeit rekonstruiert wurde. Das Haus bildet zusammen mit seinen Nebengebäuden und Nutzflächen, dem Backofen, einem Räucherofen sowie Plätzen zur Eisenverarbeitung ein typisches vorgeschichtliches Gehöft der Region im Süden des Norddeutschen Tieflandes am Nordhang des Wiehengebirges. Auf dem insgesamt 3000 m² großen Areal des Gehöfts wird das Leben der Menschen etwa 300 v. Chr. anschaulich vermittelt. Das Projekt steht im Zusammenhang mit dem Ausgrabungsprojekt Schnippenburg.
Das zweischiffige Wohnstallhaus ist mit Reetgras gedeckt und besteht aus Eichenpfosten mit lehmverputzten Flechtwerkwänden. Die Firsthöhe beträgt ca. 5,50 m. Bei einer Länge von 16 m und einer Breite von 8 m gliedert es sich in einen Wohnteil mit Herdstelle und in einen Stallteil mit Viehboxen. Der Haustyp war in der vorrömischen Eisenzeit prägend für die historische Kulturlandschaft am Nordhang des Wiehengebirges. Damals existierten dort noch keine dorfähnlichen Strukturen. Es gab vereinzelte Streusiedlungen, deren Standorte häufig wechselten.
Im etwa 100 m² großen und mit Weidenflechtzäunen eingefriedeten Garten des Eisenzeithauses wachsen Pflanzen, wie sie von den eisenzeitlichen Bewohnern bereits vor etwa 2300 Jahren nachweislich genutzt worden sind. In den Beeten findet sich eine überraschend vielseitige, häufig wechselnde Auswahl an Kräutern, Wildgemüsen, Beeren, Blumen und Staudenpflanzen, die den Menschen für die Nahrungszubereitung, aber auch zur Heilung und Linderung von Krankheiten von großem Nutzen waren.
Auf dem Gelände des Eisenzeithauses werden daneben auch Ackerflächen gezeigt, auf denen für die vorrömische Eisenzeit typische Getreidearten wie die Rispenhirse oder auch Ölplanzen wie der Lein angebaut werden, der zugleich für die Herstellung von Textilien von Bedeutung war.
Kontinuierlich wächst das Gelände des Eisenzeithauses gezielt zu einem zeittypischen siedlungsnahen Umfeld heran und wird so zu einem Ort, an dem die Lebensbedingungen der Menschen der Vorgeschichte wirklichkeitsnah erfahrbar werden.
Der Förderverein Schnippenburg plant und organisiert museumspädagogische Programme und betreut sie am Eisenzeithaus in Venne. Die Vermittlungsarbeit erfolgt im Rahmen von offenen Angeboten für Familien, ein- und mehrstündigen Programmen und Projekttagen für Schulen, Führungen und Kursen. Im Rahmen der Ganztagsbetreuung der Schüler der Ludwig-Windthorst-Schule in Ostercappeln werden ein Rennofenprojekt und ein Keramikprojekt in Angriff genommen.
Das Eisenzeithaus Venne liegt in Reichweite der Straße der Megalithkultur, an die es wegen der in der Nähe befindlichen Großsteingräber angebunden ist. Es gehört zu den „Magischen Orten“ in der Stadt und im Landkreis Osnabrück, die durch eine dreiseitige weiße Pyramide gekennzeichnet sind.